# Nikolai Gawrilowitsch Slawjanow

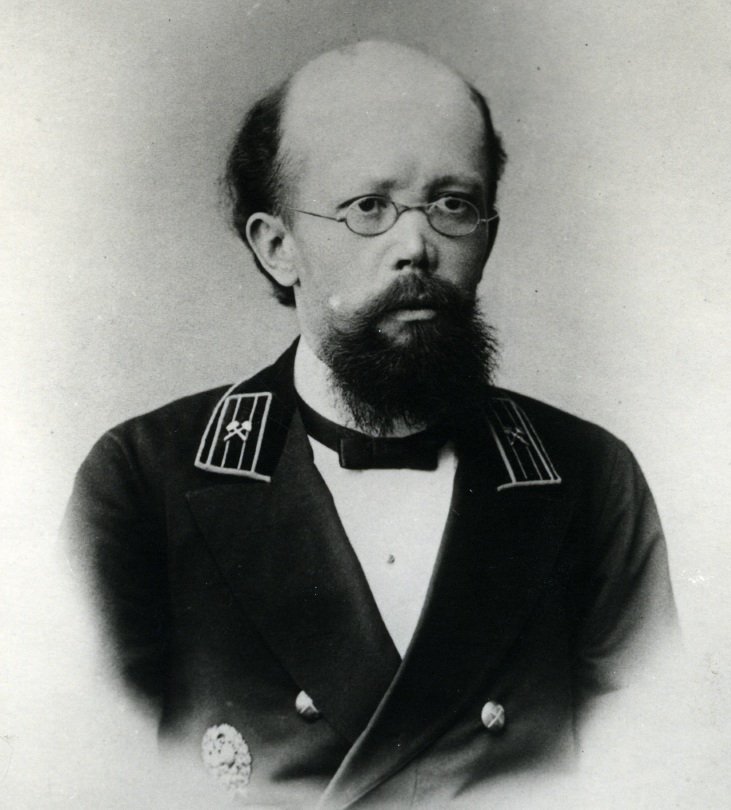
Nikolai Gawrilowitsch Slawjanow

Nikolai Gawrilowitsch Slawjanow (russisch Никола́й Гаври́лович Славя́нов; * 23. Apriljul. / 5. Mai 1854greg. in Nikolskoje, Gouvernement Woronesch; † 5. Oktoberjul. / 17. Oktober 1897greg. in Perm) war ein russischer Ingenieur und gilt als einer Erfinder des Lichtbogenschweißens mit abschmelzender Elektrode.
Nikolai Gawrilowitsch Slawjanow wurde im Dorf Nikolskoje im Gouvernement Woronesch geboren. Nach dem Abschluss des dortigen Gymnasiums studierte er von 1872 bis 1877 am Petersburger Bergbauinstitut. 1883 zog er nach Perm und arbeitete dort bis zum Ende seines Lebens in der Permer Waffenfabrik, wo er die meisten seiner Erfindungen machte.
Die Waffenfabrik war modern eingerichtet und dort entwickelte er ein Beleuchtungssystem für die Fabrikgebäude mit Generatoren und Bogenlampen. Diese Erfahrung und zwei große Generatoren für 300 und 1000 A waren die Basis für die Erfindung von Geräten für die Verbesserung des Metallgusses, der sogenannten „Verdichtung“ von Metallguss. Darunter verstand man, beim Gießen die Oberfläche des Metalls flüssig zu halten, um den Guss zur Vermeidung von Lunkern besser entgasen zu können. Versuchte man vorher die Abkühlung der Gussoberfläche durch brennende Kohlen zu verzögern, was unhandlich und teuer war und zur Aufkohlung führte, nutzte Slawjanow einen elektrischen Lichtbogen zu diesem Zweck. Im April 1895 stellte er das Verfahren der „Elektrischen Verdichtung von Metallguss“ während eines Vortrags vor der Technischen Gesellschaft in Petersburg vor. Für das Verfahren war ein automatischer Ablauf wichtig, der eine mechanische Regelung der Lichtbogenlänge voraussetzte. Sein Apparatur ermöglichte das.
Slawjanow setzte seine neue Methode zur Nacharbeit von Gussfehlern, zur Reparatur von Lokomotivteilen, Dampfmaschinen, Getrieben und Artilleriegeschützen ein. 1891 erhielt er in Russland für seine Erfindung „Verfahren des elektrischen Gießens von Metallen“ und für die entsprechende Apparatur jeweils ein sogenanntes Privileg (Patent). Entsprechende Patente wurden auch in Frankreich, Deutschland, Großbritannien, Österreich-Ungarn und Belgien erteilt, im Jahr 1897 auch in den USA.
1892 erschien sein Buch „Elektrogießen von Metallen“, in dem er die Ergebnisse seiner Arbeit zusammenfasste.
Da Slawjanow für sein Verfahren dem Grundwerkstoff artgleiche abschmelzende Elektroden verwendete, wurde sein Verfahren bahnbrechend für die Entwicklung das Elektroschweißens.